# Walthère Frère-Orban
Pour les articles homonymes, voir Orban.
Walthère Frère-Orban, né à Liège le 24 avril 1812 et mort le 2 janvier 1896 à Bruxelles, est un avocat et homme politique libéral belge.  Il marque de son empreinte le premier demi-siècle d'indépendance belge. 
Il est député de 1847 à 1894, ministre des Finances de 1848 à 1852 et de 1857 à 1870, et chef de cabinet à deux reprises, la première de 1868 à 1870 et la seconde de 1878 à 1884.

## Biographie
Hubert Joseph Walthère Frère dit Walthère Frère-Orban, né à Liège le 24 avril 1812, est le fils de Walthère-Joseph Frère, employé dans l'Administration des contributions, et de Rosalie Boucher. Il épouse le 23 juillet 1835 Clara-Hélène Orban (1815-1890). Il peut se consacrer à la vie politique grâce à la fortune de sa femme, riche héritière d'Henri Orban-Rossius. Il peut s'exprimer aussi bien en français qu'en wallon en particulier quand il revenait à Liège. 
Dans sa jeunesse, il suit à Liège les cours de l'École d'enseignement mutuel dirigée par un pédagogue français issu de l'École normale. En septembre 1830, il rejoint à 18 ans la garde urbaine de Liège pour défendre cette ville contre les Hollandais. Il fait ensuite des études de droit à l'Université de Liège. Il obtient son diplôme de docteur en droit le 29 octobre 1832 et prête serment comme avocat devant la Cour d'appel de Liège le 9 novembre suivant. Il exerce son art oratoire au barreau de Liège dans des affaires civiles et criminelles ainsi que pour le compte de la Commission des hospices civils de Liège. Il entre en politique en étant élu conseiller communal de Liège en décembre 1840. Les questions d'instruction publique sont celles qui ont d'abord reçu son attention. 
En 1842, il est cofondateur de l'Union libérale de Liège (qui deviendra l'Association libérale de Liège) dont il reste président jusqu'à sa mort. Il est élu député de Liège en juin 1847 sur la liste libérale de Liège et reste à ce poste jusqu'en octobre 1894. 

## Libéral doctrinaire
Distant, peu populaire et pourtant doué d’un évident charisme, Frère-Orban est un autocrate dans l’âme. Meneur des libéraux doctrinaires, il s'opposa aux progressistes, représentés par Paul Janson, favorables au suffrage universel. 
Pour lui, le suffrage universel ferait passer « le pouvoir politique aux mains des moins capables et des plus ignorants », aux « manouvriers et valets de fermes ». Lors du premier Congrès du parti libéral en 1846, il se prononçait également contre l’abaissement du cens au minimum fixé par la Constitution pour être électeur (20 florins), en déclarant que « vous aurez, à 20 florins, non pas des électeurs, mais des serviteurs, des gens soumis à la domination d'autrui, des hommes qui n'auront ni assez de lumière, ni assez d'indépendance, pour résister aux influences dont ils seront entourés ». Protestant et anticlérical, il œuvre sans relâche pour l’indépendance du pouvoir civil qui se traduit d’abord par la laïcisation de l’instruction publique. Il n’est pas loin de voir dans toute réglementation une entrave à la liberté. Il était par ailleurs un franc-maçon actif et appartenait à la loge maçonnique de Liège.

## Ministre des Finances visionnaire

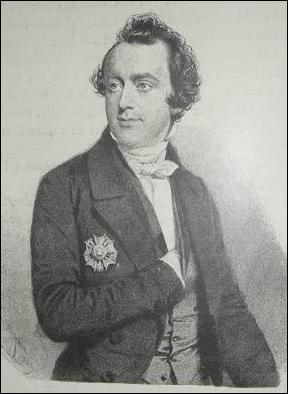
Lithographie de Walthère Frère-Orban en 1848.

Dans le cabinet de Charles Rogier formé en 1847, il occupe d'abord le poste de ministre des Travaux publics. À ce poste il décide en 1848 d'une réduction des tarifs postaux. Le gouvernement doit alors faire face aux conséquences de la révolution française de 1848 dont les répercussions se font sentir jusqu'en Belgique. Craignant une invasion française imminente, les épargnants retirent massivement leur dépôt auprès de la Société générale de Belgique et de la Banque de Belgique. Celles-ci font face à une sévère crise de liquidités, leurs avoirs étant immobilisés dans l'industrie. Le gouvernement prend alors des mesures pour éviter la faillite. Il fait émettre des billets de banque garantis par l'État à un cours forcé pour éviter la dévaluation. Le ministre des Finances, Laurent Veydt, s'oppose à certaines mesures du gouvernement pour gérer la crise (notamment l'augmentation du port des lettres) et il remet sa démission le 28 mai 1848.
Frère-Orban est chargé ad interim du portefeuille des Finances. Noël Delfosse ayant refusé de reprendre le ministère, Frère-Orban est nommé officiellement Ministre des Finances le 18 juillet 1848. Celui-ci propose en 1850 la création de la Banque nationale de Belgique, dotée du monopole de l'émission de la monnaie et la fixation du taux de réescompte. Il crée aussi une caisse de retraite pour les ouvriers, qui connaît un succès mitigé.
Pour sortir de la crise structurelle qui touche les campagnes flamandes et condamne la population à la misère, le gouvernement libéral de Charles Rogier prend des mesures qui ont un impact budgétaire important, comme le lancement de grands travaux d'infrastructure (canaux, chemins de fer, routes). De nouveaux impôts sont votés. Frère-Orban propose en 1851 d'imposer aussi les successions en ligne directe. Depuis 1817 en effet, seules les successions entre collatéraux sont taxées. Cette proposition suscite une opposition virulente des classes possédantes dont le ministre est pourtant issu et provoque la chute du gouvernement libéral aux élections législatives de 1852. En 1855, il décide d'une réduction des tarifs du télégraphe.
Une nouvelle fois responsable des finances à partir de 1857 sous le second gouvernement de Charles Rogier, Walthère Frère-Orban met en place une série de mesures fiscales destinées à supprimer les entraves à la circulation des marchandises :
- 1858 et 1865 : suppression des taxes à l'exportation ;
- 1860 : suppression de l'octroi, taxe qui frappait les marchandises à l'entrée des grandes villes ;
- 1863 : rachat aux Néerlandais du péage sur l'Escaut, au plus grand profit du port d'Anvers.

Pour dynamiser le crédit, il encourage également la création de nouvelles banques, comme le Crédit communal de Belgique (1860) et la Caisse générale d'épargne et de retraite (1865).
Ce bilan éclatant lui vaut une aura particulière auprès de la bourgeoisie commerçante et industrielle qui profite largement des mesures qu'il prend. Il fut nommé Ministre d’État en 1861.
Les divergences de vues de Frère-Orban et de Rogier en matière de politique étrangère provoquèrent la retraite de ce dernier en 1868. Frère-Orban devient le chef du cabinet libéral. Déjouant les plans expansionnistes de Napoléon III par la compagnie des chemins de fer de l'Est français, Frère-Orban fait voter en 1869 une loi interdisant la vente de lignes de chemin de fer sans l’autorisation du gouvernement. Vaincu aux élections de 1870, Frère-Orban démissionne et retrouve son siège à la Chambre. Pendant huit ans, il est le chef de l'opposition libérale.

## Dernier ministère chahuté
Ayant réussi à concilier les doctrinaires et les radicaux de son parti autour de l'anticléricalisme, il remporte une victoire électorale en 1878. Le gouvernement qu'il forma par la suite (dont étaient membres Jules Bara, Pierre Van Humbeeck, Charles Graux) mena une politique violemment anticléricale, qui mène à la première guerre scolaire (vote en 1879 de la « loi de malheur » sur l'enseignement primaire). En 1879, il fait voter un important budget pour doter les deux universités d'État (l'Université de Liège et l'Université de Gand) de moyens dignes de leur ambition. Ministre des Affaires Étrangères, Frère-Orban supprime en juin 1880 la légation belge auprès du Saint-Siège, à la suite de longues négociations avec Rome qui échouent. Frère pense que cette représentation n'avait plus lieu d'être depuis la disparition des États pontificaux. Il est par ailleurs irrité par l'attitude des évêques et du Saint-Siège par rapport à la loi de 1879. 

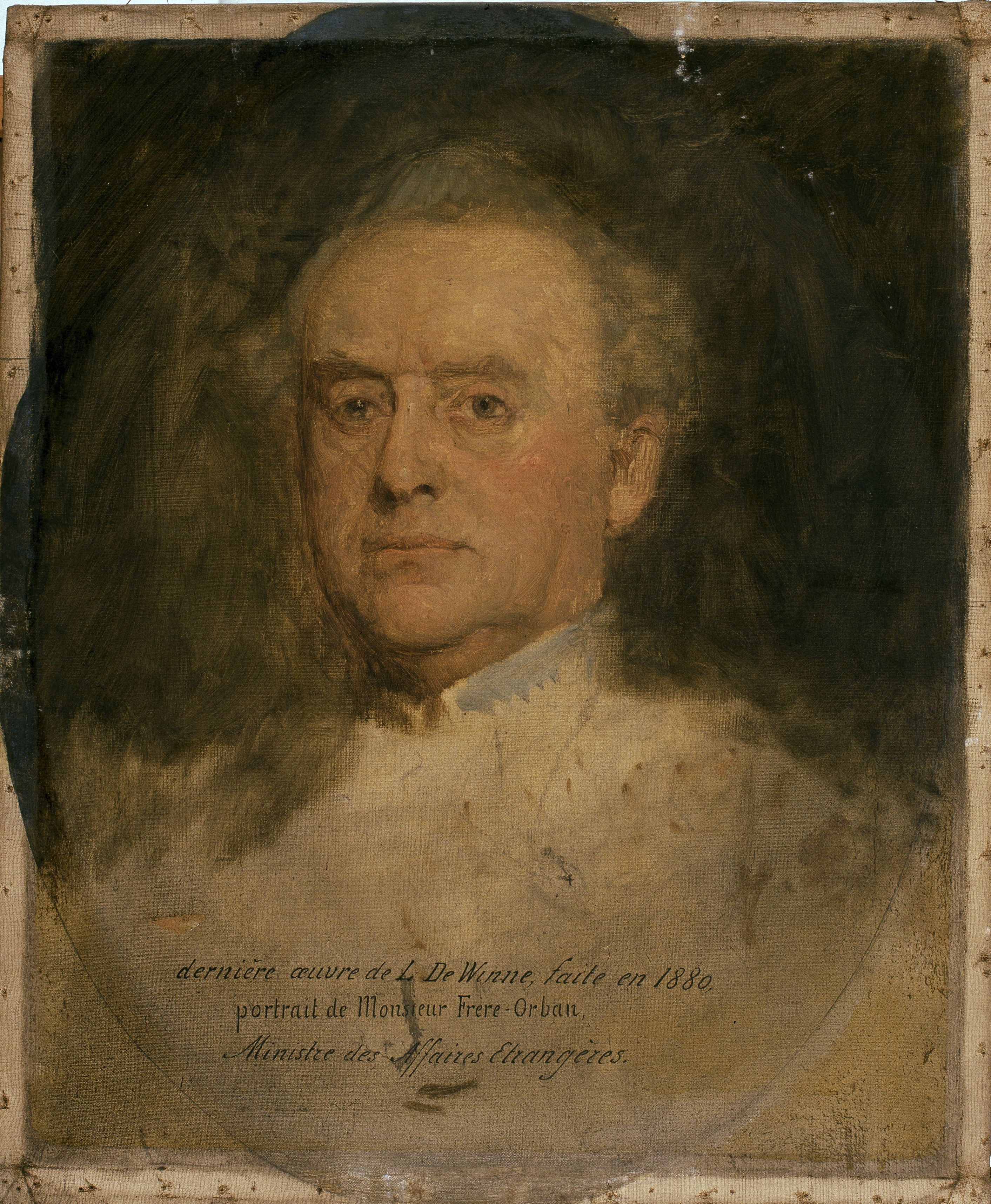
Frère-Orban par Lievin De Winne (Musée des Beaux-Arts de Gand, huile sur toile, 1880).

En août 1883, Frère-Orban introduit le vote des capacitaires pour les élections communales et provinciales. Cette loi sur le suffrage capacitaire augmente quelque peu le nombre d'électeurs, mais elle maintient néanmoins le suffrage censitaire, ce qui amène une véritable discorde entre doctrinaires et radicaux au sein du parti libéral.
La politique anticléricale du gouvernement et la division de plus en plus profonde du parti libéral finissent cependant par mécontenter l'opinion publique et les libéraux connaissent une importante défaite électorale en 1884. Frère-Orban démissionne, et les catholiques devaient obtenir une majorité absolue, qu'ils conserveront jusqu'à la Première Guerre mondiale.
Retourné dans l'opposition, Frère-Orban continua à participer activement au travail parlementaire, notamment sur la question militaire et la révision de la Constitution en 1892. Arrivé seul de la liste libérale au ballotage lors des élections d'octobre 1894, il n'est pas réélu, refusant catégoriquement le soutien des catholiques contre les progressistes et les socialistes. Affaibli par la maladie, il meurt le 2 janvier 1896. Frère-Orban repose dans sa ville natale, Liège, au cimetière de Robermont.

## Distinctions[1]
- Nommé ministre d'État par le roi Léopold Ier en 1861.
- Grand cordon de l'ordre de Léopold (Belgique).
- Grand cordon de l'ordre de la Légion d'honneur (France).
- Grand-croix de l'ordre de l'Aigle rouge (Prusse).

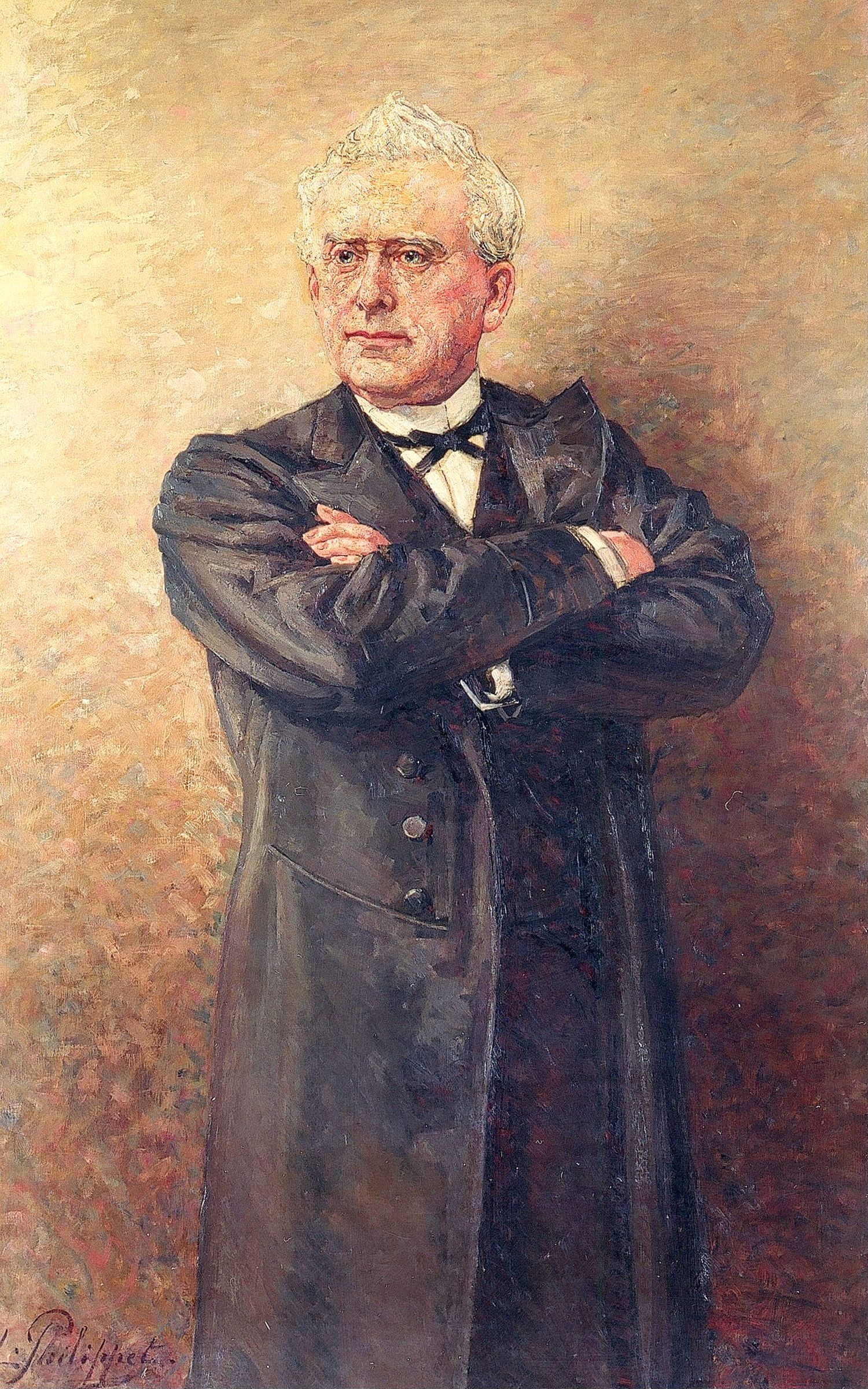
Peinture à l'huile de Frère-Orban par Léon Philippet.

- Grand-croix de l'ordre du Lion néerlandais.
- Grand-croix de l'ordre de Léopold d'Autriche.
- Grand-croix de l'ordre de Charles III (Espagne).
- Grand-croix de l'ordre du Christ (Portugal).
- Grand-croix de l'ordre des Guelfes (Hanovre).
- Grand-croix de l'ordre des Saints-Maurice-et-Lazare (Italie).
- Grand-croix de l'ordre de l'Étoile de Roumanie.
- Grand-croix de l'ordre du Soleil levant (Japon).
- Grand-croix de l'ordre de Saint-Étienne (Grand-duché de Toscane).
- Grand-croix de l'ordre de Saint-Alexandre Nevsky (Russie).
- Grand-croix de l'ordre du Lion d'or de la maison de Nassau (Grand-duché de Luxembourg).

## Hommages

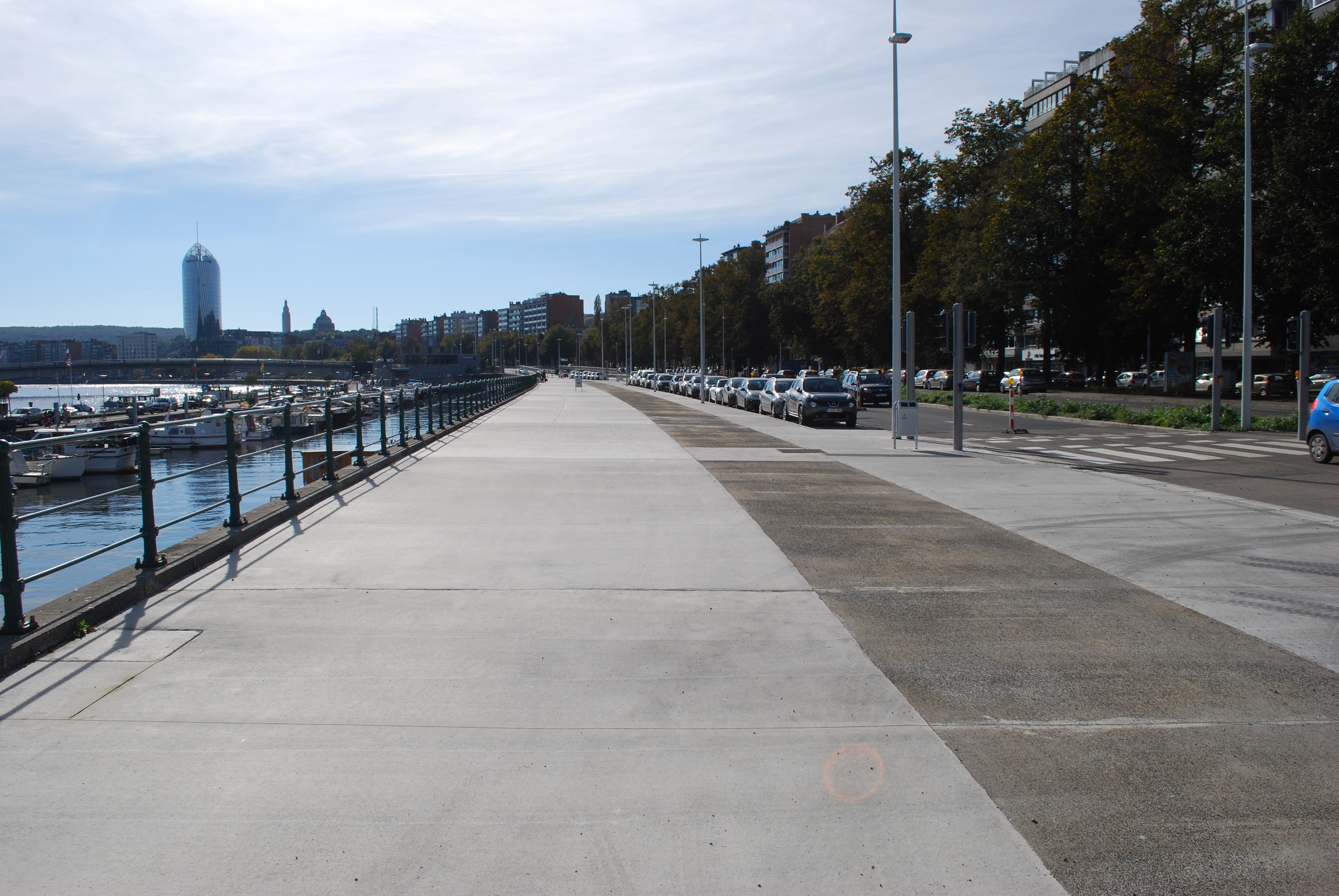
Boulevard Frère-Orban à Liège.

De nombreux boulevards, avenues, rues et places ont été baptisées en son nom : à Bruxelles, Andenne, Gand, Jumet, Liège, Mons, Namur, Dampremy et Ostende.

### Monuments
- à Liège :

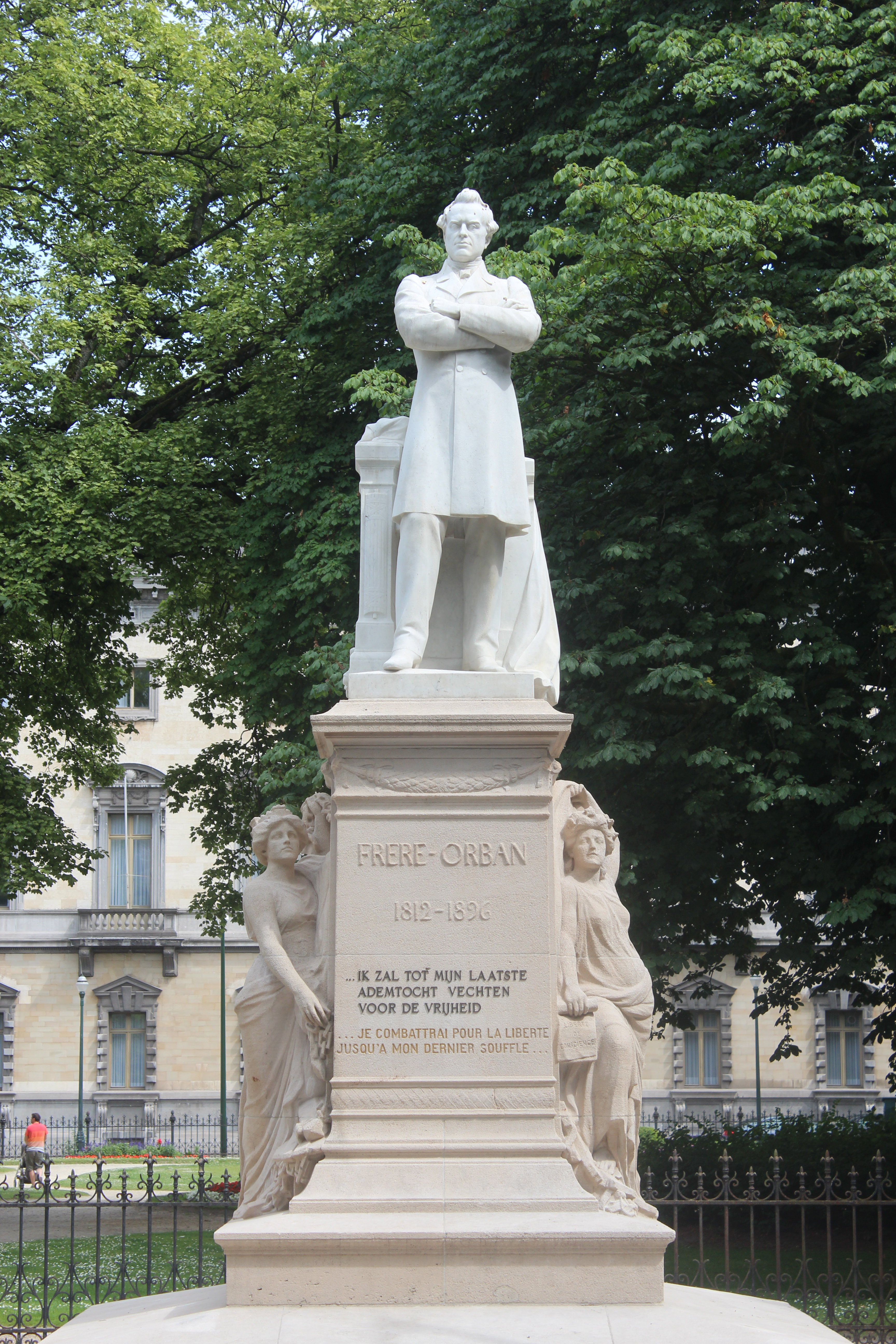
Monument par Charles Samuel à Bruxelles (1900).

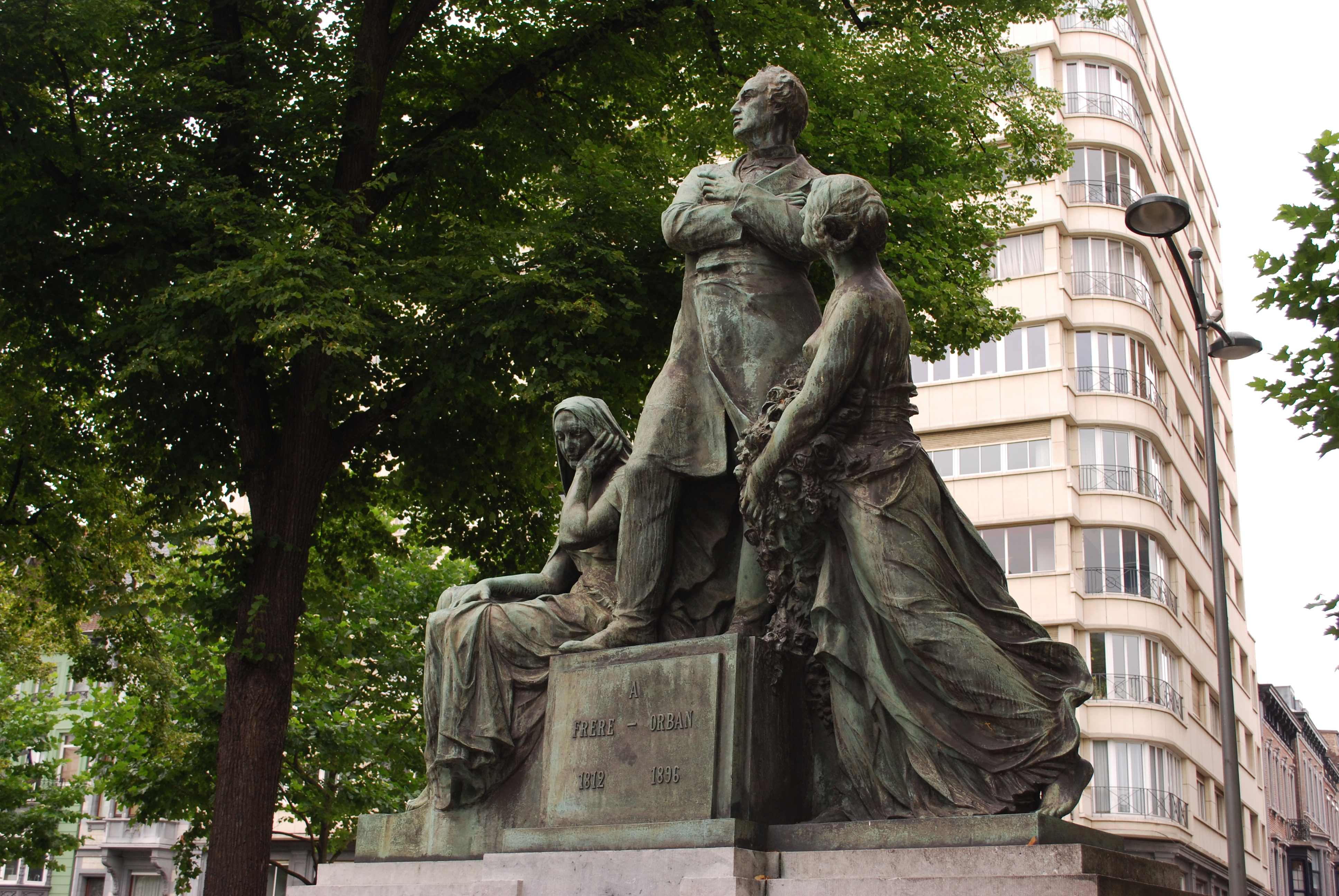
Monument par Paul Du Bois situé à Liège dans le parc d'Avroy (1931).

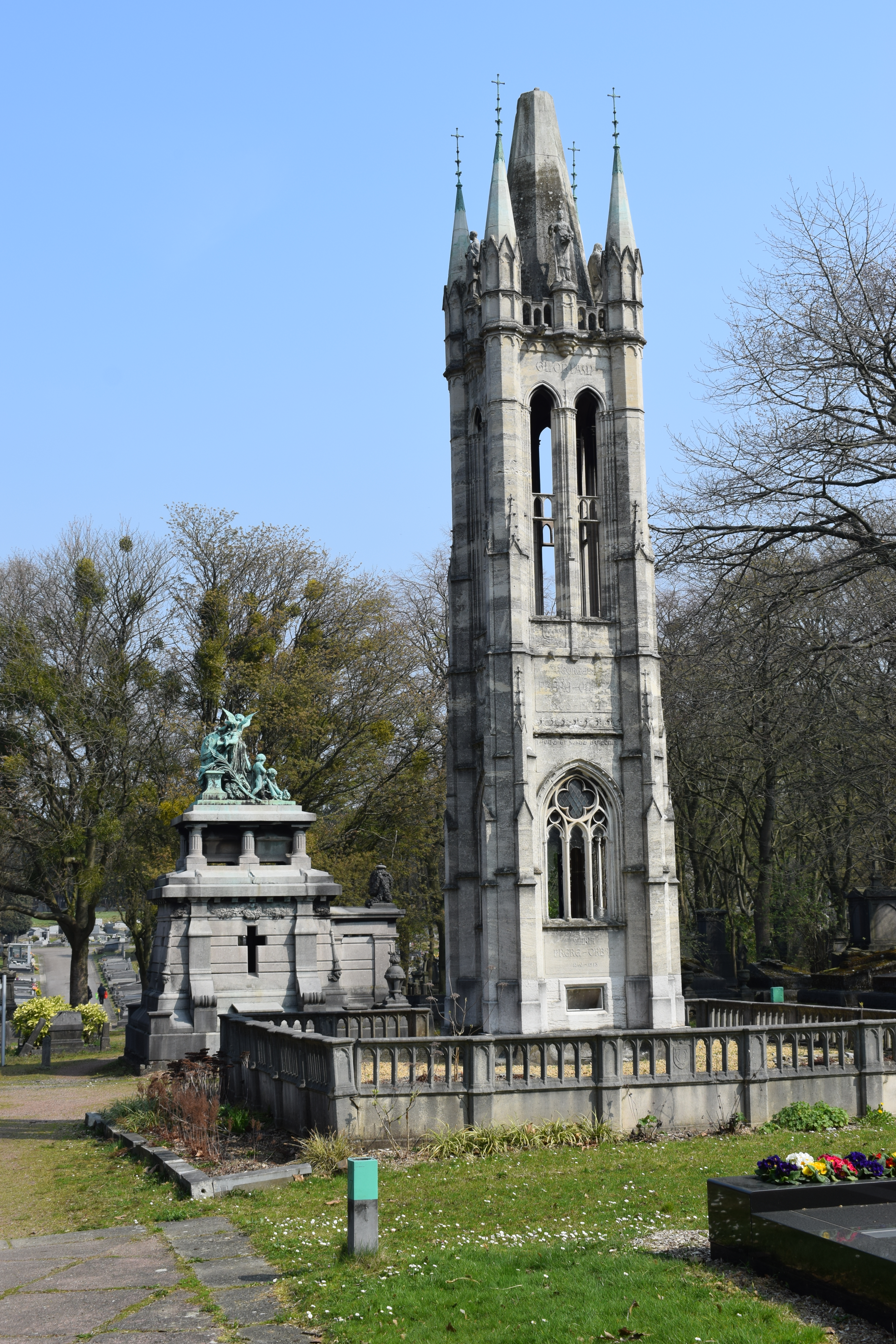
Tombe au Cimetière de Robermont à Liège.

  - Monument à Walthère Frère-Orban, œuvre de Paul Du Bois, inaugurée au boulevard d'Avroy en 1931;
  - Monument funéraire au cimetière de Robermont, de style néo-gothique, la sépulture à la forme d'une tour avec des inscriptions latines, elle se dresse au centre d'un carré bordée d'une balustrade.
- à Bruxelles :
  - Une statue en bronze, œuvre de Charles Samuel, a été élevée au Square Frère-Orban en 1900.
  - Buste de Walthère Frère-Orban par Léon Mignon, conservé à l'hôtel de ville.
- à Gand :
  - Un buste réalisé par Louis-Eugène Simonis, conservé à l'hôtel de ville.